# Tortillon
Pour l'objet utilisé en dessin, voir Tortillon (crayon).

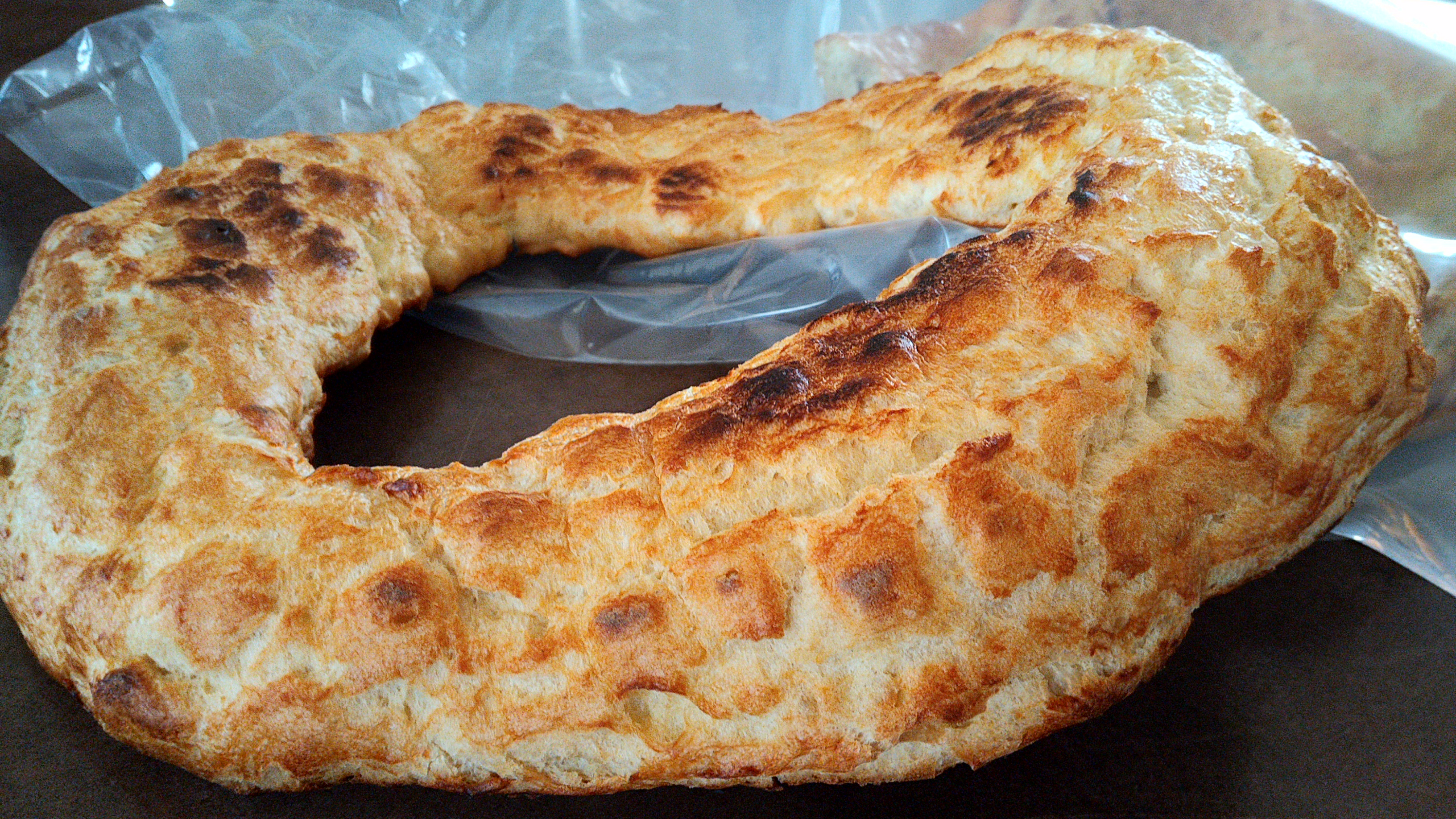

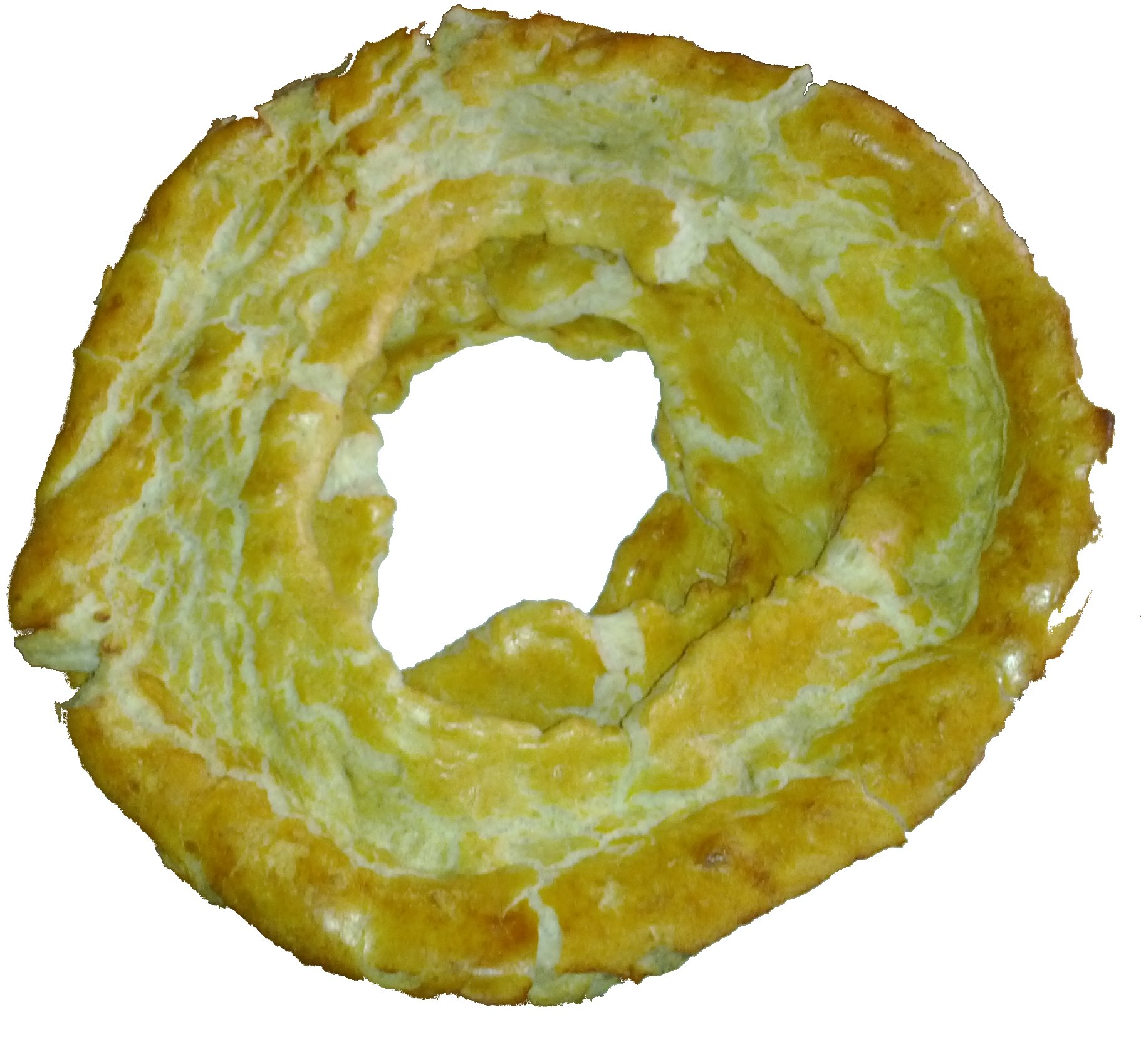
Tortillon.

Le tortillon est une pâtisserie élaborée à la façon d'un biscuit, avec, en première phase d‘échaudage de sa pâte, un pochage dans l‘eau chaude avant cuisson au four. On retrouve des appellations, des recettes et des formes sensiblement différentes selon les terroirs. C‘est une spécialité bon-encontraise.

## Origine du nom
Son nom vient de sa forme qui rappelle la forme du bourrelet que mettaient les femmes sur la tête pour porter un fardeau.

## Histoire
Le tortillon date du XVIIIe siècle. Il se fabrique les dimanches et jours fériés de mai, pendant les fêtes religieuses de Notre-Dame de Bon-Encontre. La tradition fut perpétuée par la famille Auricane puis par André Lapeyre.
Traditionnellement, il se consomme chaud avec du saucisson et du vin blanc mais peut également être mangé au petit déjeuner ou en dessert en accompagnement de fraises ou de crème.
Le tortillon était également fabriqué en Périgord à l'occasion des Rameaux.